# Кустова, Мария Георгиевна
Мария Георгиевна Кустова (1903, Севастополь, Таврическая губерния — 1990) — советский экскурсовод и этнограф, музейщик, директор Бахчисарайского музея.

## Биография
Окончила Бахчисарайскую школу. Стала участником большевистской революции, в конце 1917 года работала писарем Бахчисарайского ревкома, где оформляла разрешения на въезд и выезд из города. Вместе со старшим братом Евгением была агитатором армии Фрунзе. В 1923 году вышла замуж и родила дочь.
За три года прошла курсы экскурсоводов директора Бахчисарайского музея Усеина Боданинского. Работала в Алуште и Бахчисарае. В 1930—1931 заочно окончила московский факультет культурно-просветительской работы Коммунистического университета, впоследствии повышала свою квалификацию в Тбилиси и Батуми. Окончила курсы методистов-организаторов. Перед началом войны обработала и издала сборник легенд и сказок крымских татар, после начала боевых действий эвакуировалась в Казани.

### Бахчисарайский музей
В 1944 году стала директором Бахчисарайского музея. Предыдущий руководитель, Усеин Боданинский, был расстрелян наряду с другими выдающимися деятелями крымскотатарского культурного возрождения еще до начала войны. Должность Мария Кустова занимала до 1960 года.
При ее председательстве продолжился сбор и сохранение музейной коллекции. Благодаря владению крымскотатарским языком, директор занималась переложением и коллекционированием устного народного творчества. Кустова была ученым и исследователем. В 1956 году она выполнила кандидатский минимум по французскому языку.
Кустова проводила реставрацию Ханского дворца. В 50-х годах ею были привлечены специалисты Киевской реставрационной мастерской. Именно тогда в «Фонтанном дворике» на северной и южной стенах были раскрыты росписи XVI века. «Золотой фонтан» был очищен от масляных красок, и получил новое сусальное золото.
1 октября 1957 года состоялась передача музею части коллекции Государственного Эрмитажа: 489 предметов этнографии, нумизматики, традиционной одежды, предметов ткачества и вышивки, а также мебели, ковров, посуды. Некоторое оружие музей получил из Артиллерийского музея Москвы. Всего же коллекция пополнилась 790-а материалами из российских сборников. Из музеев УССР было привезено 109 произведений декоративно-прикладного искусства, работы Николая Самокиша и Ивана Ижакевича. Не все предметы, переданные в фонды музея, соответствовали тематике. Позже часть коллекции 60-х была передана другим учреждениям.

## Награды
- Медаль «За трудовую доблесть» (7 марта 1960 года) — в ознаменование 50-летия Международного женского дня и отмечая активное участие женщин Советского Союза в коммунистическом строительстве и их заслуги перед Советским государством по воспитанию молодого поколения, за достижение высоких показателей в труде и плодотворную общественную деятельность[1].